# Luci Virgini Tricost Esquilí
Luci Virgini Tricost Esquilí (llatí: Lucius Verginius Tricostus Esquilinus) va ser un magistrat romà. Formava part de la gens Virgínia, i era de l'antiga família dels Tricost, d'origen patrici.
Va ser tribú amb potestat consular l'any 402 aC i se li va encarregar la direcció del setge de Veïs, conjuntament amb un altre tribú amb potestat consular, Marc Sergi Fidenes, però l'enemistat entre els dos, va fer desastrosa la campanya i els capenats i faliscs van anar a Veïs i van obligar els romans a aixecar el setge. Els dos generals romans tenien situades les seves tropes en campaments separats. Marc Sergi Fidenes va ser atacat per la gent de Veïs i pels seus aliats al mateix temps i com que no va voler demanar ajut al seu col·lega va ser derrotat pel superior nombre de l'enemic. Esquilí per la seva banda no va voler enviar ajut perquè no se li havia demanat. A causa d'aquest afer els dos van ser obligats a renunciar al càrrec abans d'acabar l'any i a l'any següent van ser jutjats i condemnats a pagar una multa.